# Raul Proença

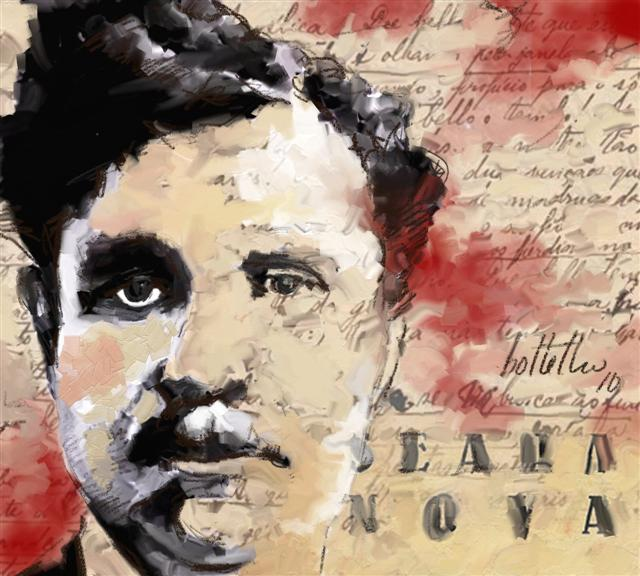
Raul Proença

Raul Sangreman Proença (* 10. Mai 1884 in Caldas da Rainha; † 20. Mai 1941 in Porto) war ein portugiesischer Bibliothekar, Schriftsteller, Journalist und Intellektueller.
Proença studierte Wirtschafts- und Finanzwissenschaften am Instituto Industrial e Comercial in der portugiesischen Hauptstadt Lissabon. Er selbst definierte sich als Idealist und Realist, argumentativ trat er für einen demokratischen Sozialismus im Rahmen eines parlamentarischen Systems ein. Proença etablierte sich als einer der wichtigsten intellektuellen Köpfe der portugiesischen Politik im ersten Viertel des 20. Jahrhunderts. Er zeichnete sich besonders durch seine kontinuierliche Kritik am System der Ersten Portugiesischen Republik aus, die durch ständige Korruption geprägt war. 
Proença engagierte sich in verschiedenen intellektuellen Bewegungen, unter anderem der Renascença Portuguesa, gründete die Zeitschrift Serea Nova (1921) und war Teil der „Gruppe der Nationalbibliothek“ (grupo da Biblioteca Nacional; von 1919 bis 1926). In diesem Zusammenhang arbeitete Raul Proença seit 1911 viele Jahre in der portugiesischen Nationalbibliothek, bei der bis zum Technischen Leiter aufstieg und intensiv mit Jaime Cortesão, dem Leiter der Bibliothek, zusammenarbeitete. 
Da er sich sowohl als Kritiker Sidónio Pais’ wie auch der Militärdiktatur auszeichnete, wurde er Proença 1927 ins Exil nach Paris verbannt. 1932 kehrte zurück und litt bereits zu dieser Zeit an einer schweren Hirnkrankheit, sodass er ins Krankenhaus Hospital Conde de Ferreira in Porto verlegt wurde. Dort starb Raul Proença 1941 an Typhus.